# Hořiněves (zámek)
Zámek Hořiněves je barokní zámek s částečně zaniklým velkým hospodářským dvorem v jižním cípu obce Hořiněves v okrese Hradec Králové. Od roku 1964 je chráněn jako kulturní památka České republiky. Je to jednopatrová obdélná budova se dvěma dvoupatrovými věžemi v západním hlavním průčelí.

## Historie a popis
Původně středověká tvrz pánů z Hořiněvsi byla na konci 16. století renesančně přestavěna. Jejímu dalšímu majiteli, Janu Purkartovi z Kordůl, byla tato stavba v roce 1623 zkonfiskována. Přešla do vlastnictví Albrechta z Valdštejna a následně Trčků z Lípy. I těm bylo panství zkonfiskováno a v roce 1636 jej zakoupil  hrabě Matyáš Gallas. Zámek výrazně utrpěl během švédské okupace za třicetileté války. Předpokládá se, že obnova započala v roce 1661 z popudu Františka Ferdinanda Gallase. Záhy však panství opět změnilo svého majitele – roku 1674 je za 206 000 zlatých koupil Jan Špork. Za něj mělo dojít k dalším barokním úpravám, při kterých měl zámek získal podobu dvoupatrového paláce, doplněného o tři věže. To ale neodpovídá kresbě z roku 1717, vytvořené jeho vnukem, Janem Rudolfem Šporkem, pozdějším kanovníkem svatovítské kapituly a pomocným (světícím) biskupem pražským. Zde je stavba zachycena jako jednopatrová, na obdélném půdorysu, s arkádami na nádvoří.
Dnešní podoba zámku by tedy měla být výsledkem přestavby, provedené za Jana Michala Šporka (1714–1738) během 20. let 18. století. Autorství návrhu je na základě slohové analýzy připisováno Janu Blažeji Santinimu.
Jednokřídlá stavba byla na jižní straně doplněna dvěma nárožními věžemi, mezi které byl vsunut nový trakt. V místech styku věží s fasádami traktu jsou vloženy křivkově zahnuté rizality se šnekovými schodišti. Mojmír Horyna předpokládal, že i na severní straně původní stavby měla vzniknout dvojice věží – v místech, kde by stály, se zachovaly zbytky pozdně renesančních fasád a nedošlo zde ani k přestavbě pozdně renesančního štítu. Zbylé části průčelí byly barokně upraveny.
Východní průčelí bylo pročleněno mělkým rizalitem o pěti osách a s příložkou o třech osách, západní průčelí pak tříosým rizalitem s jemným segmentovým vydutím střední osy, jenž v sobě skrývá tříramenné schodiště – na tento rizalit pak z obou stran navazují přízemní raně barokní arkády. Nejen práce s hmotou, ale i práce s dekorem, zde podle Mojmíra Horyny odkazuje na tvorbu Santiniho – jedná se především o lineární a rytmizované členění fasády, typ šambrán či koncept portálu.
Zámek měl snad být během selského povstání v roce 1775 poškozen. Roku 1790 jej odkoupil od Jana Karla Šporka (1749–1790) císař Josef II., který pak spojil hořiněveské panství s panstvím smiřickým. V roce 1863 byl prodán textilnímu průmyslníkovi z Liberce, baronu Johannovi Liebigovi, ale roku 1881 je již zase uváděn v Císařském rodovém fondu habsburském, což tedy zapříčinilo jeho zestátnění v roce 1918. Později byly v zámku umístěny byty, prodejna potravin a restaurace, a po roce 1989 byl privatizován.